# Edil Rosenqvist
Edil Rosenqvist (Finlandia, 11 de diciembre de 1892-Helsinki, 14 de septiembre de 1973) fue un deportista finlandés especialista en lucha grecorromana donde llegó a ser subcampeón olímpico en Amberes 1920.

## Carrera deportiva
En los Juegos Olímpicos de 1920 celebrados en Amberes ganó la medalla de plata en lucha grecorromana estilo peso ligero-pesado, tras el sueco Claes Johanson (oro) y por delante del danés Johannes Eriksen (bronce).